# Proparachaeta paraguayensis
Proparachaeta paraguayensis är en tvåvingeart som beskrevs av Townsend 1928. Proparachaeta paraguayensis ingår i släktet Proparachaeta och familjen parasitflugor.
Artens utbredningsområde är Paraguay. Inga underarter finns listade i Catalogue of Life.